# IC 3211
IC 3211 (auch NGC 4307A) ist eine Spiralgalaxie vom Hubble-Typ Sd im Sternbild Jungfrau auf der Ekliptik. Sie ist schätzungsweise 258 Millionen Lichtjahre von der Milchstraße entfernt und hat einen Durchmesser von etwa 60.000 Lichtjahren. Die Galaxie bildet gemeinsam mit NGC 4307 das optische Galaxienpaar Holm 380 und wird unter der Katalognummer VVC 526 als Teil des Virgo-Galaxienhaufens gelistet, ist aber für eine Zugehörigkeit zum Haufen zu weit entfernt.
Im selben Himmelsareal befinden sich u. a. die Galaxien NGC 4316 und IC 3170.
Das Objekt wurde am 13. Februar 1900 von Arnold Schwassmann entdeckt.